# Ridolini macchinista
Ridolini macchinista (Between the Acts) è un cortometraggio muto del 1919 diretto ed interpretato da Larry Semon che svolge il ruolo sia del clown Ridolini che di uno spettatore ubriaco.

## Trama

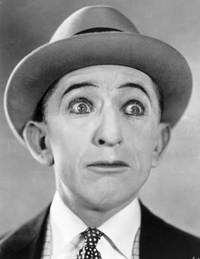
Larry Semon nelle vesti di Ridolini

L'azione si svolge in un teatro dove tutti stanno assistendo ad un balletto di varie ragazze. Vi è la prima attrice che è molto amata dal suo manager il quale la sfrutta per farne tanti soldi. Ridolini lavora come macchinista dietro le quinte, tuttavia spesso si distrarre per la bellezza delle danzatrici e così involontariamente lascia andare un contrappeso della scenografia che crolla sopra una corista nell'atto di recitare un monologo. Il direttore impazzisce di rabbia e incomincia malmenare il colpevole, mentre tutto il pubblico esplode dalle risate, meno uno spettatore alticcio (sempre interpretato da Semon) il quale non capisce nulla e non mostra alcun segno di approvazione o di diniego se non quando si trova davanti i bei corpi delle ballerine. Dopo aver avuto altri disguido col direttore, Ridolini assiste un prestigiatore che tuttavia si ritrova ben presto con una scimmia in testa, fatta scappare dal clown dalla sua gabbia e poi affronta il manager della compagnia teatrale che ha fatto una sgarbo ad una ballerina. Ridolini si mette d'accordo con le altre danzatrici e fracassano vari vasi sulla testa del corpulento uomo che urla di dolore e di rabbia. Lo spettacolo intanto continua e Ridolini viene incaricato di sollevare un ragazzo per far apparire al pubblico che egli stia volando, tuttavia l'arrivo del manager interromperà tutto e Ridolini sarà costretto nuovamente ad affrontarlo assieme all'aiuto della scimmia per far continuare lo spettacolo in pace. Giunge il sesto numero della rivista teatrale ovvero un prestigiatore deve fare un numero con un gatto e un topo. Ridolini ovviamente deve assistere l'uomo ma fa scappare il gatto che si mette ad inseguire il sorcio che si infila nelle giacche di tutto il pubblico e nelle loro camicie, facendoli fuggire dal teatro. Fallito lo spettacolo il direttore se ne va e Ridolini viene punito scopando per l'intera giornata il pavimento dell'edificio.

## Produzione
Il film fu prodotto dalla Vitagraph Company of America (come Big V Special Comedies).

## Distribuzione
Distribuito dalla Vitagraph Company of America, il film - un cortometraggio in due bobine - uscì nelle sale cinematografiche statunitensi l'8 settembre 1919.